# ディア☆
ディア☆（ディアスターズ、DearStars）は、日本の女性アイドルグループ。ディアステージ所属。
2015年に東京の秋葉原で結成。2016年「No pain, No shine!」によりデビュー。メンバーの増減を経て2018年に3名となる。「アキバのリアルを体現するブランニュースターたち」とされる。キャッチフレーズは「僕らの新星アキバイズム！」。ファンの総称は「スタメン」など。

## 略歴
2015年6月4日、秋葉原ディアステージに在籍するディアガール9名による結成を発表し、同月27日の定期公演vol.1「かがやけディア☆」にてお披露目ライブ。同年7月から、『アイドル横丁夏まつり!!』や『アイドルジェネレーション』などの大型イベントにも次々と出演し、8月には、『TOKYO IDOL FESTIVAL』にも出演。
2016年3月、JOYSOUND監修コンピアルバム『アイドルライブラリー vol.02』に参加。発売記念として渋谷チェルシーホテルでのツーマンライブや、J-SQUARE SHINAGAWAでもイベントを行った。5月、公式サイトを開設。9月、『@JAM×ナタリー EXPO 2016』に出演。
2017年1月 - 3月の毎月、ライブイベント『とびだせ！ディア☆〜HIGH☆テンションもーど！〜』を高円寺HIGHにて主催。2月には在籍メンバーが15名となる。また、秋葉原ディアステージの看板アイドルユニットとも呼ばれる。4月 - 11月の毎月『とびだせ！ディア☆〜STARS IN THE Box！〜』、12月の『とびだせ！ディア☆〜大木優莉音卒業公演〜』をTwin Box AKIHABARAにて主催。2018年1月27日、『とびだせ！ディア☆最終公演〜ハローグッバイ！〜』を以てメンバーの大半が卒業。
同年2月14日、新生ディア☆として3名でお披露目。以降は、定期公演やENGAG.INGとの合同イベントを始めとして、主催その他、各方面のイベントに参加して行く。3月に、新体制では初のシングル「あらためまして、君と。」をリリース。4月から、YouTubeでの番組『ぼくらの配信イズム』を開始。6月9日、『ディア☆ 1stワンマンライブ〜きっとね？♡ここからアキバイズムっ！〜』を開催し、シングル「僕のゆーとぴあ最終論♡」をリリース。7月には、信越へ遠征の『旅する☆ディアステージ』など、8月には『TIF 2018』にも出演。
2019年1月、シングル「永久♡シュガー♡トリップ」をリリース。4月、高菜きうりが日菜森めぶきに改名。6月、シングル「Fritillaria」をリリース。8月、新体制以降にリリースした6曲の各種配信を開始。『TIF 2019』や『@JAM EXPO 2019』の他、多くのイベントに出演。12月14日、2ndワンマンライブ『<a ■="♡♡♡://">ハローワールド</■>』をTSUTAYA O-nestにて開催し、新SEもお披露目。
2020年1月、ディアステージとパーフェクトミュージックによる合同プロジェクト「#DSPM」の第1弾として新結成のユニット#DSPMSTARSでは、3人とも第1期メンバーとなり、『秋葉原ディアステージ4thワンマン2020 〜川崎店へようこそ♡〜』にてお披露目をした。

## メンバー
| 名前                            | 誕生日   | 出身地 | 血液型 | 身長  | 担当色                 | 加入                   | 備考 |
| ------------------------------- | -------- | ------ | ------ | ----- | ---------------------- | ---------------------- | --- |
| 柏木 しいな (かしわぎ しいな)   | 10月8日  | 長野県 | Ｏ型   | 151cm | ベイビー ブルー (水色) | 2015年 6月5日 （結成） | グループのリーダー。ソロ曲「ぜったい♡福♡YOU♡」。派生ユニット「高周波オールスターズ」メンバー 趣味：二次創作、創作活動、電波ソング巡り 特技：絵や漫画を描く、和太鼓、作詞、たくさん食べる |
| 小泉 よう (こいずみ よう)       | 10月13日 | 広島県 | Ａ型   | 155cm | 陽だまり オレンジ      | 2015年 12月19日        | MCなどをよく担当する。ソロ曲「メテオライト」「starry night sky」 趣味：写真、ゲーム、ポケモン、テトリス99 特技：歌、喋ること、暗算、料理                                                 |
| 日菜森 めぶき (ひなもり めぶき) | 4月18日  | 東京都 | Ａ型   | 162cm | フォレスト グリーン    | 2016年 11月18日        | ソロ曲「Start！」。旧名「高菜きうり」。派生ユニット「おにぎりず」メンバー。 趣味：音ゲー、猫動画を見る、タキシードサムグッズ 特技：絵を描く、ズボンの裾上げ                              |

### 元メンバー
| 名前                         | 誕生日   | 出身地       | 加入                   | 卒業            | 備考                                              |
| ---------------------------- | -------- | ------------ | ---------------------- | --------------- | ------------------------------------------------- |
| 飴涙める (あめな める)       | 1月29日  |              | 2015年 6月5日 （結成） | 2016年 3月27日  |                                                   |
| 雛形羽衣 (ひながた うい)     | 7月27日  |              | 2015年 6月5日 （結成） | 2018年 1月27日  | DJさわやかな2人組、 劇団☆ディアステージ、attrice. |
| ひまわり                     | 11月20日 |              | 2015年 6月5日 （結成） | 2015年 11月21日 |                                                   |
| LAN (ラン)                   | 9月25日  |              | 2015年 6月5日 （結成） | 2016年 4月23日  |                                                   |
| 綿雪ましろ (わたゆき ましろ) | 1月27日  |              | 2015年 6月5日 （結成） | 2015年 8月23日  |                                                   |
| 舞川みやこ (まいかわ みやこ) | 2月19日  | 東京都       | 2015年 6月5日 （結成） | 2018年 1月27日  | 劇団☆ディアステージ、 attrice.                    |
| 千影みみ (ちかげ みみ)       | 9月27日  |              | 2015年 6月5日 （結成） | 2017年 4月22日  | 転生みみゆうか、 安藤未知                         |
| 大木優莉音 (おおき ゆりね)   | 2月18日  | 東京都       | 2015年 6月5日 （結成） | 2017年 12月28日 | DJさわやかな2人組、 おおきゆりね、由莉子          |
| 白河なな (しらかわ なな)     | 7月8日   |              | 2016年 11月18日        | 2018年 1月27日  | DJななぺ                                          |
| 穂村ゆうか (ほむら ゆうか)   | 1月12日  | 東京都       | 2016年 11月18日        | 2018年 1月27日  | つくドル!プロジェクト、 転生みみゆうか、ENGAG.ING |
| あまね                       | 6月13日  | 東京都       | 2016年 11月18日        | 2018年 1月27日  | 平熱35.8°C、 ENGAG.ING                            |
| 小鳩りあ (こばと りあ)       | 4月4日   | 福岡県       | 2016年 11月18日        | 2018年 1月27日  | ENGAG.ING                                         |
| ノーラ                       | 4月13日  | フィンランド | 2017年 2月19日         | 2017年 9月23日  | ピンキー!ノーラ&ペトラ、 pΔrallel                 |
| ペトラ                       | 4月7日   | フィンランド | 2017年 2月19日         | 2017年 9月23日  | ピンキー!ノーラ&ペトラ、 pΔrallel                 |
| 源夢逢 (みなもと むうあ)     | 2月11日  | 茨城県       | 2017年 2月19日         | 2018年 1月27日  | 平熱35.8℃                                         |
| 月雲ねる (つくも ねる)       | 9月15日  | 千葉県       | 2017年 2月19日         | 2017年 10月21日 | 平熱35.8°C、 CYNHN                                |

## 作品

### シングル
| 発売日          | タイトル                                    | 収録曲 | 規格品番  | 備考                                                 |
| --------------- | ------------------------------------------- | --- | --------- | ---------------------------------------------------- |
| 2016年 2月11日  | No pain, No shine!                          | No pain, No shine! 作詞 ささかまリス子 作曲 杉本善徳                                                                                    |           | CD                                                   |
| 2017年 12月28日 | 親愛なるエトセトラ / でぃあがもーど         | 親愛なるエトセトラ 作詞作曲 おおきゆりね でぃあがもーど 作詞 ささかまリス子 作曲・編曲 MARKOV                                           |           | ダウンロードカードSONOCA （全11種類）                |
| 2018年 3月18日  | あらためまして、君と。 / ▼最弱あいらぶゆー  | あらためまして、君と。 作詞 高菜きうり 作編曲 三好啓太 ▼最弱あいらぶゆー 作詞 柏木しいな 作曲・編曲 中野領太                            |           | ダウンロードカードSONOCA                             |
| 2018年 7月12日  | 僕のゆーとぴあ最終論♡ !                     | 僕のゆーとぴあ最終論♡ 作詞 柏木しいな 作曲・編曲 フワリ ワンルームセンセイション 作詞 柏木しいな 作曲・編曲 MARKOV                      |           | ダウンロードカードSONOCA （全4種類）                 |
| 2019年 1月30日  | 永久♡シュガー♡トリップ                      | 永久♡シュガー♡トリップ 作詞 柏木しいな 作曲 久下真音&金子麻友美 編曲 久下真音                                                           | MJDS-1130 | レコード風ダウンロードコースター （全4種類）         |
| 2019年 6月26日  | Fritillaria                                 | Fritillaria 作詞 海猫沢めろん 作曲 松本文紀                                                                                             |           | ダウンロードカードSONOCA 9月にはCDとしてもリリース。 |
| 2019年 12月14日 | ハローワールドエンド / カラメル・ト・シネマ | ハローワールドエンド 作詞 柏木しいな 作曲 みきちゅ 編曲 みきちゅ / menikichi カラメル・ト・シネマ 作詞 柏木しいな 作曲・編曲 MOSAIC.WAV |           | CD、両A面。                                          |

### 参加コンピレーション・アルバム
- 『アイドルライブラリー vol.02 supported by JOYSOUND』（2016年3月23日、XING MUSIC ENTERTAINMENT、XMEC-5008）
  1. 「STARS IN THE BOX☆」

### 映像作品
- 「永久♡シュガー♡トリップ」ライブ（2019年3月23日、YouTube、DEARSTAGE Inc.）- 振り付け：的場華鈴[14]、撮影・編集：BOZO[15]。
- 「ワンルームセンセイション」ライブ（2019年3月28日、YouTube、DEARSTAGE Inc.）- 上に同じく[16]。

## 出演

### テレビドラマ
- 『吉祥寺だけが住みたい街ですか?』第4話「始められる場所」（2016年11月5日〈4日深夜〉、テレビ東京）- メンバーが本人役として、秋葉原ディアステージにてライブシーンに出演[17]。

### インターネットテレビ

#### レギュラー
- ぼくらの配信イズム（2018年4月23日 - 、YouTube、DEARSTAGE Inc.チャンネル）- 不定期配信[注 4]。

#### 主な特番
- 『DEARSTAGE SHOWCASE 2017』事前番組①（2017年6月15日、LINE LIVE でんぱ組.incチャンネル）[18]
- 富士山頂上 生放送！（2017年7月26日、LINE LIVE）- ディア☆からは、雛形、大木、高菜（日菜森）、小鳩が参加[19]。

### 舞台
- ささかまリス子 presents 甦える☆ディアステージ 〜Haloween pirikara stage〜 in 秋葉原ディアステージ（2017年11月4日・5日）- 柏木は、わぎメロ 役[20]。